# Kalaus
Kalaus (en rus: Калаус) és un poble de la república de Txetxènia, a Rússia, segons el cens del 2022 tenia 1.030 habitants.